# Uromyces minor
Uromyces minor är en svampart som beskrevs av J. Schröt. 1887. Uromyces minor ingår i släktet Uromyces, och familjen Pucciniaceae. Inga underarter finns listade i Catalogue of Life.